# 워렌 반데스

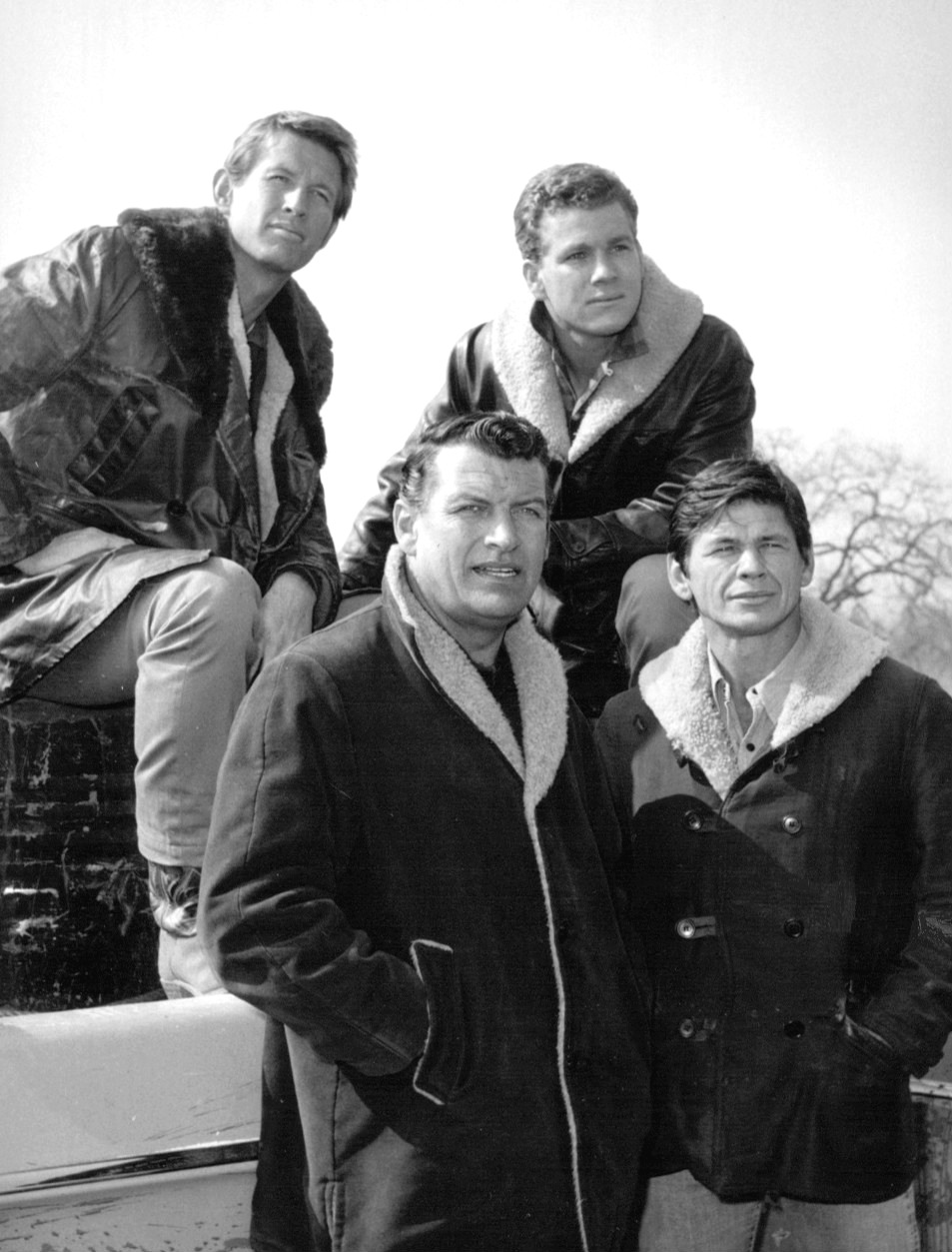

워렌 반데스(Warren Vanders, 1930년 5월 23일 ~ 2009년 11월 27일)는 미국의 배우, 텔레비전 배우, 영화배우, 권투 선수이다.
샌퍼넌도에서 태어났으며 패서디나에서 사망하였다. 사인은 폐암이다.  글렌데일에 매장되었다.

## 영화
- 불타는 서부 - 78년 시리즈 (1978년)
- 달라스 (1978년)
- 악몽의 602편 (1976년)
- 집행자 루스터 (1975년)
- 더 리벤저스 (1972년)
- 스테이 어웨이, 조 (1968년)
- 스프릿 (1968년)
- 도망자 (1963년)
- 전투 (1962년)
- 보난자 (1959년)
- 딜론 보안관 (1955년)